# Cheongcheon-dong
Cheongcheon-dong (koreanska: 청천동)  är en stadsdel i staden Incheon i Sydkorea, 26 km väster om huvudstaden Seoul. Den ligger i stadsdistriktet Bupyeong-gu.

## Indelning
Administrativt är Cheongcheon-dong indelat i:
| Namn    | Namn                   | Yta km² | Invånare 31 dec 2020 |
| ------- | ---------------------- | ------- | -------------------- |
| 청천1동 | Cheongcheon 1(il)-dong | 2,16    | 7 292                |
| 청천2동 | Cheongcheon 2(i)-dong  | 2,78    | 35 614               |